# B.J. Upton
B.J. Upton, właśc. Melvin Emanuel Upton Jr. (ur. 21 sierpnia 1984) – amerykański baseballista, który występował na pozycji środkowozapolowego. Brat Justina Uptona.

## Przebieg kariery
Upton po ukończeniu szkoły średniej został wybrany w pierwszej rundzie draftu z numerem drugim przez Tampa Bay Devil Rays i początkowo grał w klubach farmerskich tego zespołu, między innymi w Durham Bulls, reprezentującym poziom Triple-A. W Major League Baseball zadebiutował 2 sierpnia 2004 w meczu przeciwko Boston Red Sox jako designated hitter, w którym zaliczył uderzenie i zdobył runa. W sezonie 2005 występował w Durham Bulls, w którym rozegrał 138 spotkań.
2 października 2009 stał się pierwszym w historii zawodnikiem Rays, który zaliczył cycle. 11 września 2011 w spotkaniu z Boston Red Sox zdobył pierwszego w karierze grand slama. W listopadzie 2012 podpisał pięcioletni kontrakt wart 75 250 tysięcy dolarów z Atlanta Braves.
26 kwietnia 2014 w meczu przeciwko Cincinnati Reds zaliczył 1000. uderzenie w MLB. 5 kwietnia 2015 w ramach wymiany zawodników przeszedł do San Diego Padres, zaś 26 lipca 2016 do Toronto Blue Jays.
W kwietniu 2017 podpisał niegwarantowany kontrakt z San Francisco Giants.